# Angels with Dirty Faces
Angels with Dirty Faces är Sugababes andra musikalbum, släppt den 16 september 2002. Singlarna Freak Like Me och Round Round gick rakt in på den brittiska singellistans första plats. Titeln kommer ursprungligen från en gammal långfilm från 1938, som i Sverige har titeln Panik i gangstervärlden.

## Låtförteckning
1. Freak Like Me - 3:19
2. Blue - 3:58
3. Round Round - 3:59
4. Stronger - 4:02
5. Supernatural - 3:39
6. Angels with Dirty Faces - 3:50
7. Virgin Sexy - 3:47
8. Shape - 4:12
9. Just Don't Need This - 3:32
10. No Man, No Cry - 3:34
11. Switch - 3:39
12. More Than A Million Miles - 3:26
13. Breathe Easy (Acoustic Mix) - 4:01
14. Round Round (Alternative Mix) - 6:07